# Josef Klaus

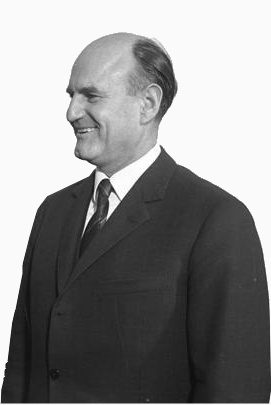
Josef Klaus (1965)

Josef Johann Klaus (* 15. August 1910 in Mauthen; † 25. Juli 2001 in Wien) war ein österreichischer Politiker (ÖVP), welcher von 1964 bis 1970 als österreichischer Bundeskanzler amtierte. Vor seiner Kanzlerschaft war er von 1949 bis 1961 Landeshauptmann von Salzburg und von 1961 bis 1963 Finanzminister in der Regierung Gorbach. Ebenfalls war Klaus von 1964 bis 1970 Bundesparteiobmann der ÖVP.

## Leben
Josef Klaus wurde als Sohn des Bäckermeisters und Hausbesitzers Mathias Klaus (* 5. Februar 1883) und dessen Ehefrau, der Bergbauerntochter Theresia (geborene Pfliegl; * 2. Oktober 1879), in Mauthen geboren und am 18. August 1910 auf den Namen Josef Johann getauft. Die Eltern hatten am 3. Juni 1908 in der Pfarrkirche Treffling geheiratet. Sein Vater verstarb früh, weshalb die Mutter besonderen Einfluss auf ihn ausübte. Unter anderem brachte sie dem Sohn schon in jungen Jahren die italienische Sprache und Stenografie bei. Außerdem erzog sie ihn zu großer Frömmigkeit. Am 19. Mai 1920 erhielt Klaus in Tröpolach seine Firmung.
Josef Klaus besuchte das bischöfliche Knabenseminar Marianum in Klagenfurt. Als Schüler war er Mitglied der katholischen Mittelschulverbindungen Gothia Klagenfurt (1946 aufgegangen in K.ö.St.V. Babenberg Klagenfurt) und K.ö.St.V. Almgau Salzburg (MKV). Danach studierte er in Wien Rechtswissenschaften und wurde 1929 Mitglied der katholischen Studentenverbindung KÖStV Rudolfina Wien, die während seiner Aktivzeit zunächst dem CV angehörte, jedoch 1933 aufgrund der Gleichschaltung im Dritten Reich den ÖCV mitbegründete. Zudem wurde er später noch Mitglied der ÖCV-Verbindungen AV Austria Innsbruck, KÖStV Austria Wien und KÖaV Carinthia Klagenfurt sowie der AV Edo-Rhenania Tokio, einer befreundeten Verbindung des CV. Klaus unterzeichnete als Leitungsmitglied der Deutschen Studentenschaft an der Wiener Universität im Juni 1932 ein Flugblatt gegen einen renommierten jüdischen Pharmakologen. Dieser solle bedenken, „dass die deutschen Studenten als ihre Führer nur deutsche Lehrer anerkennen!“. Die Deutsche Studentenschaft stehe auf dem Standpunkt, „dass Professoren jüdischer Volkszugehörigkeit akademische Würdestellen nicht bekleiden dürfen“.
Klaus wurde im Jahr 1934 zum Dr. iur. promoviert. Zunächst arbeitete er bei Johann Staud im Gewerkschaftsbund des Ständestaates und wechselte nach kurzer Zeit in die Rechtsabteilung der Arbeiterkammer, wo er 1938 den Nationalsozialisten weichen musste. Etwa ein Jahr lang war er in der Privatwirtschaft tätig. 1939 wurde Klaus zum Heeresdienst eingezogen. Er diente unter anderem im Stab des Panzergenerals Heinz Guderian. Nach dem Zweiten Weltkrieg eröffnete er in Hallein im Bundesland Salzburg eine Rechtsanwaltskanzlei und wurde 1948 ÖVP-Bezirksobmann des Tennengaus, von wo aus er seine politische Karriere rasch fortsetzen konnte. Sein Anwaltspartner war der CV-Kollege, Jurist und ehemalige Halleiner Lokalpolitiker Othmar Aigner.

### „Reformer“ in der ÖVP
Josef Klaus war langjähriger Landeshauptmann von Salzburg (1949 bis 1961) und führendes Mitglied der Österreichischen Volkspartei. In der Diskussionsphase nach dem Rücktritt von Staatsvertragskanzler Julius Raab wuchs Klaus’ Einfluss als Vertreter der jungen „Reformer“. Am 11. April 1961 wurde er als Finanzminister ins Kabinett Gorbach I berufen und verhandelte u. a. die letzten Ablöselieferungen österreichischen Erdöls an die Sowjetunion Ende Februar 1964.
In weiten Kreisen der ÖVP war man mit dem behäbigen Politikstil Gorbachs nicht mehr zufrieden: Am 20. September 1963 wurde das Klagenfurter Manifest beschlossen und Josef Klaus zum Bundesparteiobmann der ÖVP gewählt. Am 25. Februar 1964 demissionierte Alfons Gorbach als Bundeskanzler und Klaus begann mit Verhandlungen über eine neue Koalitionsregierung, die am 2. April als Kabinett Klaus I angelobt wurde. Vizekanzler blieb Bruno Pittermann (SPÖ), der die Habsburg-Frage in der vorherigen Regierung aufs Tapet gebracht und damit ihren Bestand riskiert hatte.
Im Dezember 1964 wurden mit Italien Schritte zur Lösung des Südtirol-Problems vereinbart. Im Februar 1965 fand ein zweiwöchiger Staatsbesuch des Schahs von Persien, Mohammad Reza Pahlavi, statt. Im Juni und September 1965 kam es zu Überschwemmungen in drei bzw. fünf Bundesländern; ein Hilfsfonds wurde gegründet.
Am 23. Oktober 1965 demissionierte die von ihm geführte Koalitionsregierung, nachdem keine Einigung über den Haushaltsentwurf für das Jahr 1966 erzielt werden konnte.

### Kanzler der ersten Alleinregierung seit 1945
Bei der Nationalratswahl am 6. März 1966 gewann die ÖVP mit 85 Mandaten (+ 4) erstmals seit 1945 wieder die absolute Mehrheit. Die SPÖ hatte eine Wahlempfehlung der KPÖ nicht zurückgewiesen, was Kommentatoren darüber spekulieren ließ, sie könnte allenfalls mit der KPÖ koalieren; dies hatte viele Wähler verunsichert  (SPÖ 74 Mandate (−2), FPÖ 6 (−2)). Die ÖVP versprach, vom unproduktiven Regierungsstil der sich immer schwieriger gestaltenden ÖVP-SPÖ-Koalition abzugehen. Zu diesem Zweck wurde die Orientierung 66 gegründet, in der sich viele, nach ÖVP-Angaben zehntausende Jugendliche an Kursen, Diskussionen und Workshops über Innen- und Sachpolitik beteiligten.
Nach sechswöchigen Verhandlungen zwischen ÖVP und SPÖ wurde die ÖVP-Alleinregierung Klaus II gebildet, die erste demokratische Alleinregierung seit 1934. Fritz Bock wurde Vizekanzler. Mit der Regierung Klaus begann 1966 nach der 21 Jahre langen Großen Koalition eine Periode von Alleinregierungen (1966–1970 ÖVP, 1970–1983 SPÖ). 1968 wurde der großkoalitionär geprägte Vizekanzler Bock vom dynamischer wirkenden Hermann Withalm abgelöst.
Die Regierung Klaus begann ambitionierte Reformen, vor allem im Budgetvollzug und in der Kooperation zwischen Wissenschaft, Kunst und Politik. Unter anderem ließ sich Klaus vom Computer-Pionier Heinz Zemanek in informatischen Fragen beraten. Nach einem von Zeitungen forcierten Rundfunkvolksbegehren gegen den „Proporzfunk“ wurde im Juni 1966 gegen den Willen der SPÖ ein neues Rundfunkgesetz beschlossen und damit der ORF für einige Jahre in die Unabhängigkeit entlassen. Spätere Kommentatoren merkten an, diese staatspolitisch vorbildliche Haltung Klaus’ habe ihm selbst geschadet. Der unabhängige ORF habe nämlich dem 1967 gewählten Oppositionsführer Bruno Kreisky hervorragende Auftrittsmöglichkeiten geboten und damit Klaus’ Wahlniederlage 1970 ermöglicht.
Im März 1967 wurde die Autonomie Südtirols mit Italien ausverhandelt, im Juni wurden erste Schritte zur Mitgliedschaft in der EWG gesetzt, gegen die die SPÖ auftrat (und die daher erst 28  Jahre später realisiert werden konnte).
Mitte 1968 wurden die von Finanzminister Stephan Koren vorbereiteten Gesetze zur Budgetreform mit einfacher Mehrheit (85:77 Stimmen) beschlossen, einstimmig jedoch eine zehnprozentige Politikersteuer. Die Opposition kritisierte heftig, dass die Regierung versuche, ein Budgetdefizit durch Erhöhung einzelner Steuern auszugleichen. (Das Streben nach ausgeglichenen Budgets wurde von späteren Regierungen meist nur als „Lippenbekenntnis“ formuliert.)
Im Mai/Juni 1969 erfolgte eine Regierungsumbildung, da Außenminister Lujo Tončić-Sorinj als Generalsekretär zum Europarat wechselte. Alois Mock wurde jüngster Unterrichtsminister Österreichs. Im Jänner 1970 beschloss der Ministerrat die Fusion der ÖMV mit den Linzer Stickstoffwerken. Unter seiner Regierung wurde die Errichtung des Kernkraftwerks Zwentendorf beschlossen.
Letztlich gelang es Klaus jedoch nicht, seine Politik der Sachlichkeit nachhaltig zu etablieren. Der Kanzler erwies sich im neuen Medienzeitalter, in dem TV-Auftritte immer mehr zählten (Julius Raab hatte noch über das „Bilderradio“ gespottet), als zu geradlinig, spröde und wenig eloquent. Seine positiven Seiten waren medial nicht leicht zu vermitteln.

### Der „echte Österreicher“ verliert gegen den Herausforderer
Im Wahlkampf zu den Wahlen am 1. März 1970 wurde Josef Klaus als echter Österreicher plakatiert – eine indirekte Anspielung auf die jüdische Herkunft von Oppositionsführer Kreisky, der die Modernisierung des Landes propagierte. Die SPÖ wurde stärkste Partei (Mandate SPÖ 81, ÖVP 78, FPÖ 6); Kreisky bildete nach sieben Wochen Verhandlungen mit ÖVP und FPÖ am 21. April 1970 ein Minderheitskabinett unter Duldung der FPÖ. 1971 erreichte die SPÖ eine absolute Mandatsmehrheit im Nationalrat. Josef Klaus legte den ÖVP-Vorsitz zurück, sein Stellvertreter Hermann Withalm übernahm die Funktion.

### Kritik
Klaus wurde vorgeworfen, bei der Wahlwerbung 1970 statt Sachpolitik und dem neuen Parteiprogramm die Personalentscheidung „Klaus oder Kreisky“ in den Vordergrund gestellt zu haben. Viele hielten auch sein Beharren auf der Weiterführung seines Reformkurses in den Verhandlungen mit der SPÖ für einen Fehler. Später wurde Klaus’ Persönlichkeit mit Trockenheit und völliger Absenz von Showtalent in Verbindung gebracht und dem humorvollen Wesen und der Telegenität seines Nachfolgers gegenübergestellt. Allerdings wurde Klaus attestiert, eine sehr seriöse Politik betrieben zu haben.

### Ruhestand
Im September 1971 erschien Klaus’ Buch Macht und Ohnmacht in Österreich. In den folgenden Jahren hielt er Vorträge und Seminare und nahm noch im hohen Alter an offiziellen Staatsakten teil. Im Gegensatz zu vielen zurückgetretenen Politikern äußerte er sich als Pensionist so gut wie nie zu aktuellen politischen Fragen und gab keine unerbetenen Ratschläge.
Josef Klaus lebte nach seinem Rücktritt von der Politik mit seiner Frau Ernestine (geborene Seywald; * 2. April 1914), die er am 20. September 1936 in Salzburg-Mülln geheiratet hatte, lange Zeit in Italien. Im Jahr 1995 übersiedelte das Paar in ein Pensionistenheim in Wien-Döbling. Am 1. Jänner 2001 starb seine Frau im Alter von 86 Jahren in Wien-Währing. Wenige Monate später, am 25. Juli 2001, starb auch Josef Klaus in der Seniorenwohnanlage der Wiener Kaufmannschaft. Laut dem Trauungsbucheintrag der beiden gingen aus der Ehe zumindest fünf gemeinsame Kinder hervor. Das Begräbnis fand am 1. August 2001 statt, sein ehrenhalber gewidmetes Grab befindet sich auf dem Grinzinger Friedhof (Gruppe 19, Nummer 29). Die Seelenmesse im Wiener Stephansdom am 11. September 2001 fiel mit den Terroranschlägen auf das World Trade Center zusammen. Während der Messe wurde die Pummerin außerplanmäßig geläutet.

## Auszeichnungen

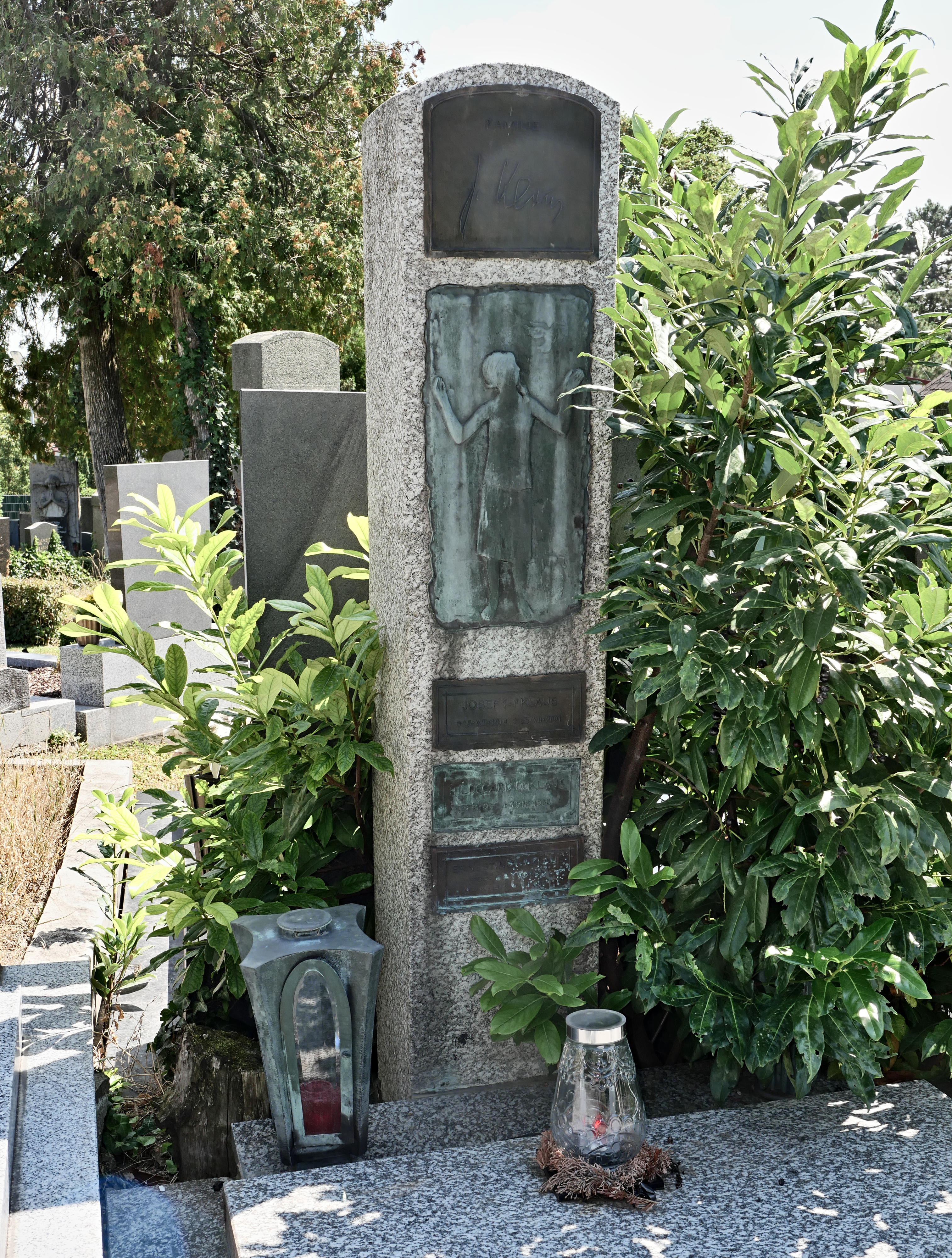
Grabstätte von Josef Klaus (2024)

- Großes Verdienstkreuz mit Stern und Schulterband (1960)
- Ring des Landes Salzburg (1961)
- Großes Ehrenzeichen des Landes Salzburg (1971)
- Ehrensenator der Universität Salzburg (1972)
- Großkreuz des Ehrenzeichens des Landes Salzburg (1980)
- Großes Goldenes Ehrenzeichen mit dem Stern für Verdienste um die Republik Österreich (1954)
- Großes Silbernes Ehrenzeichen am Bande für Verdienste um die Republik Österreich (1960)
- Großes Goldenes Ehrenzeichen am Bande für Verdienste um die Republik Österreich (1964)
- Nach Josef Klaus wurde anlässlich seines 100. Geburtstages der Dr.-Josef-Klaus-Platz im Salzburger Stadtteil Nonntal benannt.[7]

## Schriften
- Macht und Ohnmacht in Österreich. Konfrontationen und Versuche. Molden, Wien 1971, ISBN 3-217-00346-2.